# Puig d’en Galileu
Der Puig d’en Galileu ist ein Berg auf der spanischen Baleareninsel Mallorca im Gebirge der Serra de Tramuntana. Er liegt südwestlich des Wallfahrtortes Lluc im Gemeindegebiet Escorca. Mit 1181 Meter ist er der zehnthöchste Inselberg, seine frei stehende Lage macht ihn zu einem der schönsten Aussichtsgipfel der Region.

## Routen zum Gipfel
Der Berg liegt am Fernwanderweg GR 221, der das Mittelgebirge der Länge nach durchläuft. Vom Wallfahrtsort Lluc (Großparkplatz, Bushaltestelle der Linien 231 und 312) wird auf dem größtenteils gepflasterten Wanderweg Voltes d'en Galileu auf ein Hochplateau aufgestiegen und von dort nach einer Gesamtgehzeit von gut zwei Stunden der Gipfel erreicht. Der zehnminütige Schlussanstieg durch felsiges Terrain erfordert Trittsicherheit, ist jedoch ohne Klettererfahrung zu bewerkstelligen.
Von dem ebenfalls an das Busnetz angeschlossenen Rastplatz Font des Noguer an der Ma-10 nahe des Stausees Cúber wird der Puig d'en Galileu über Coll des Prat, dem mit 1205 Metern höchsten mallorquinischen Passübergang, in etwa 3½ Stunden erreicht.
Der Gipfel erlaubt eine unverstellte Aussicht auf die benachbarten Tausender Puig Major, Puig de Massanella und Puig Tomir; im Norden zeigen sich die Buchten von Pollença und Alcúdia.

## Landschaft und Flora
Am Nordhang des Puig d'en Galileu konnte sich trotz jahrhundertelanger Köhlerei ein immergrüner Steineichenwald behaupten, in dessen Unterwuchs u. a. Zwergölbaum (Cneorum tricoccon) und Herbst-Seidelbast (Daphne gnidium) stehen. Die stark verkarstete unbewaldete Hochfläche am Fuß des Gipfels überziehen ausgedehnte Matten an Diss (Ampelodesmos mauritanicus), dazwischen stehen Rosmarinsträucher, Stinkende Nieswurz (Helleborus foetidus), Palisaden-Wolfsmilch (Euphoriba characias), das Balearen-Brandkraut (Phlomis italica) und weitere Arten der mediterranen Bergflora. An mitunter schwer zugänglichen Standorten kann der Granada-Ahorn (Acer opalus subsp. granatense) gesichtet werden.

## Sehenswertes

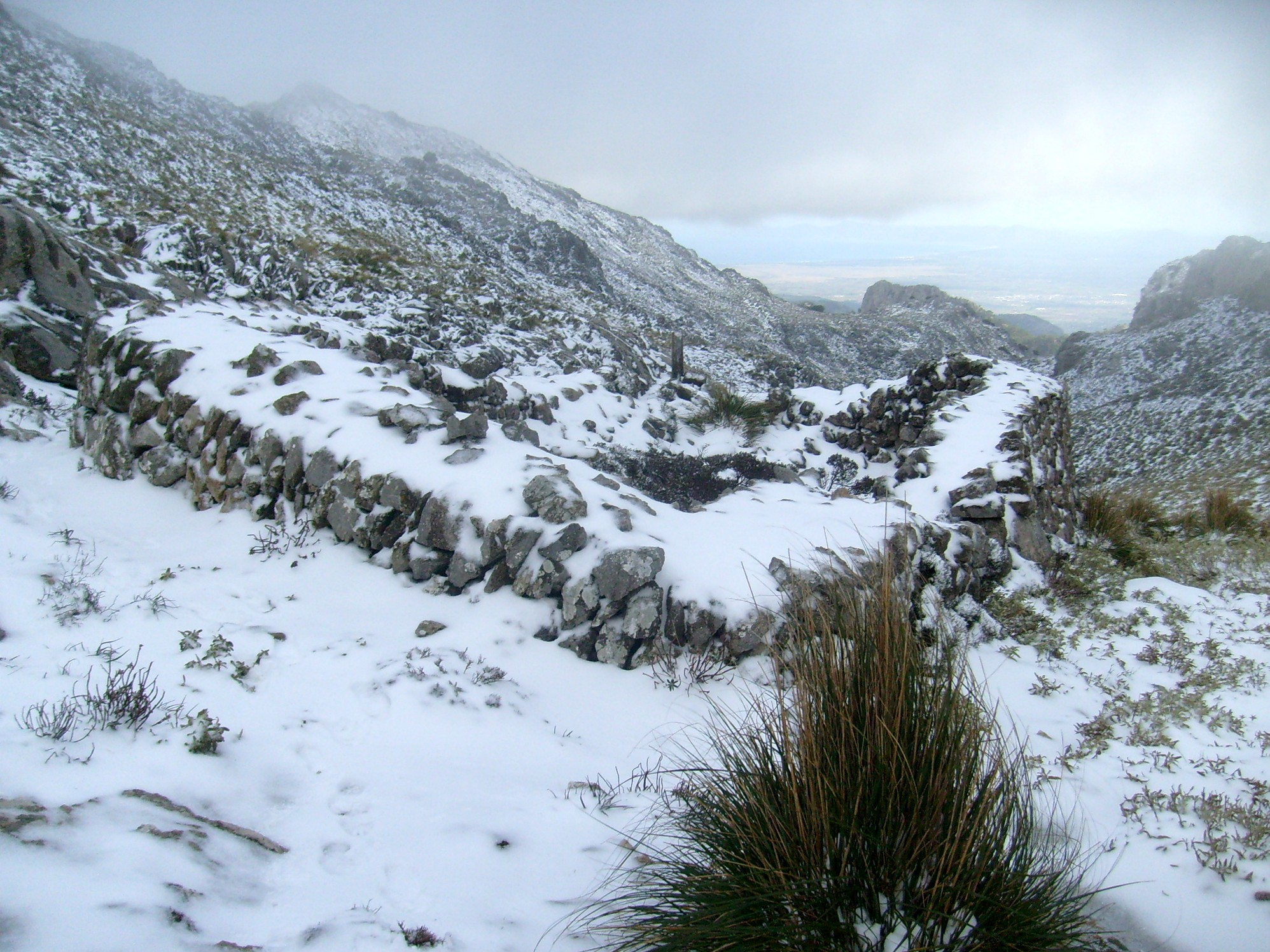
Ruine eines Schneehauses am Südwesthang des Puig d'en Galileu

Am Voltes d'en Galileu liegen zwei der typischen Schneehäuser auf Mallorca, wie sie früher in den Höhenlagen zwischen 800 und 1200 Meter überall im Bergland der Insel gebaut wurden. Im Winter wurde darin der Schnee gesammelt, um ihn später je nach Bedarf auf Maultierwegen hinab in die Dörfer und Städte zu transportieren.
Noch im Steineichengürtel liegt am Nordhang des Puig d'en Galileu auf 860 m Höhe die Casa de Neu de Son Macip. 1619 angelegt wurde die Schneegrube bis gegen Ende des 18. Jahrhunderts genutzt. Etwas jünger ist die 1692 gebaute Casa de Neu d'en Galileu westlich vom Gipfel. Auf 1100 m Höhe gelegen war sie ertragreicher und bis 1908 in Gebrauch. Beide Schneehäuser wurden in den letzten Jahren aufwendig restauriert.

## Literatur

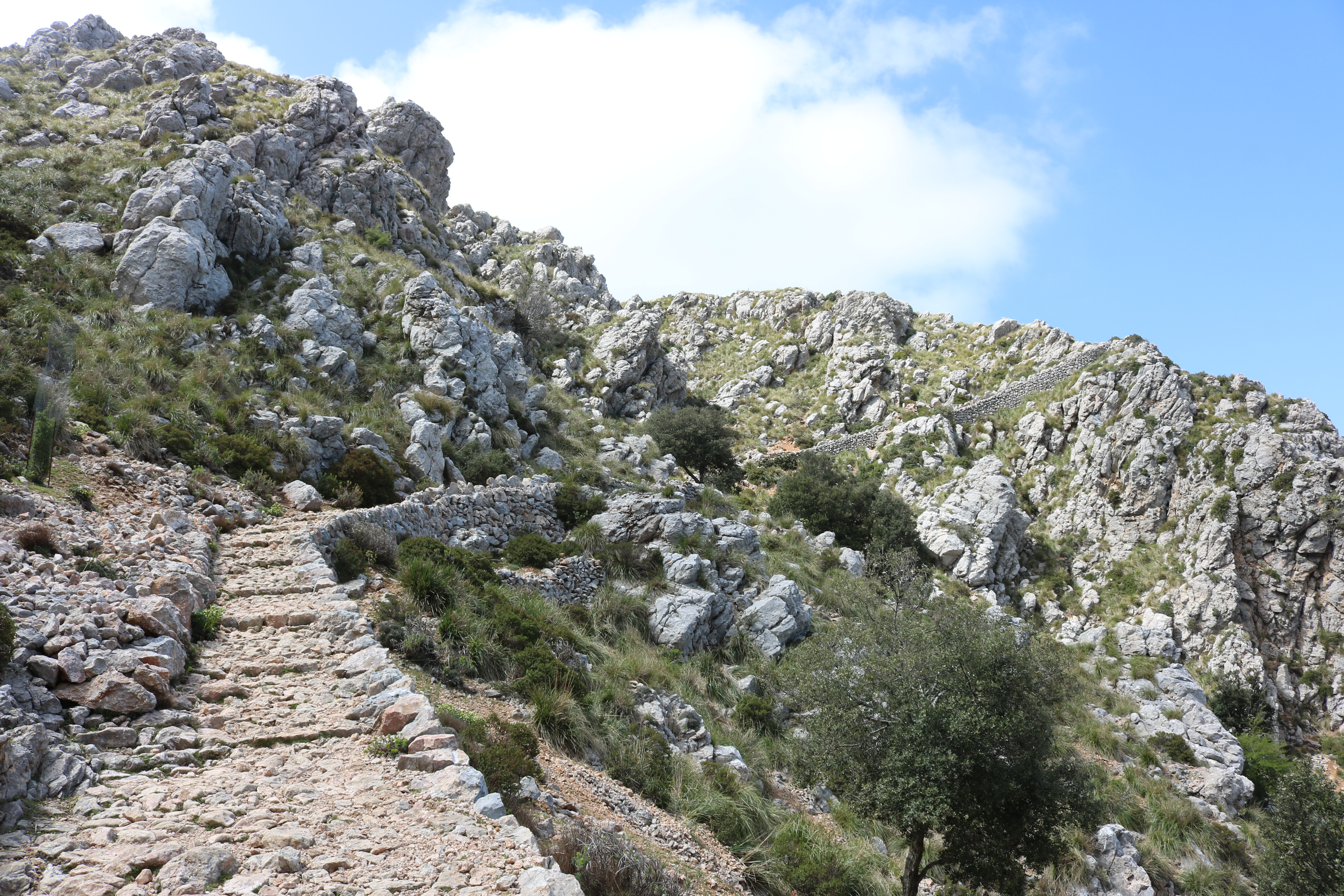
Voltes d'en Galileu